# Durfkapitaal

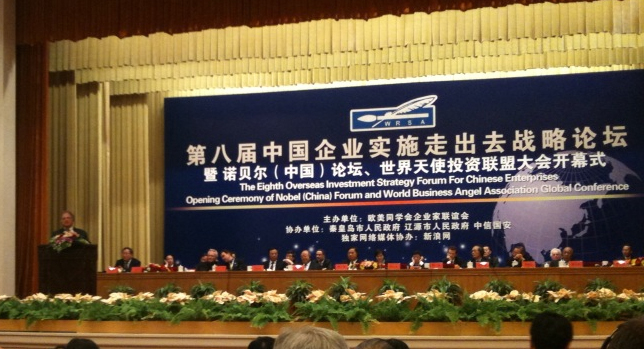
Bijeenkomst van venture capitalists in China

Durfkapitaal of risicodragend kapitaal, vaak aangeduid met het Engelse leenwoord venture capital, wordt gebruikt om ondernemingen die hoge risico's lopen te financieren. Vaak gaat het hierbij over startende ondernemingen. Andere uitdrukkingen voor durfkapitaal zijn risicokapitaal en waagkapitaal.
Durfkapitaal wordt verstrekt door durfkapitaalverstrekkers of 'venture capitalists', die in het investeren in bedrijven gespecialiseerd zijn. Maar ook banken en private investeerders kunnen optreden als durfkapitalisten. Durfkapitaalverstrekkers investeren veelal in bedrijven met een onvoorspelbare toekomst. Daarbij kan het gaan om veelbelovende jonge bedrijven waarvan men hoopt dat deze sterk zullen groeien, waardoor zij een grotere marktwaarde zullen krijgen. Het kan echter ook om oudere bedrijven gaan die in zwaar weer terecht zijn gekomen.
Bij de financiering van jonge en/of snel groeiende ondernemingen gaat het veelal om ondernemingen die nog niet over een gevestigde positie beschikken, maar waarvan verwacht wordt dat die in de komende jaren kan worden opgebouwd. De durfkapitalist zal na de investering vaak in enige vorm inhoudelijk bij de bedrijfsvoering betrokken worden, bijvoorbeeld door het verkrijgen van een zetel in de raad van commissarissen, door het geven van adviezen en door het beschikbaar stellen van een relatienetwerk.
De betrokkenheid loopt uiteen van drie tot zeven jaar, waarna het aandeel in de onderneming wordt verkocht. Dit heet een zogenaamd "exit event" of "exit", meestal een beursintroductie of de verkoop van de onderneming aan een groter bedrijf.

## Verstrekkers van durfkapitaal
Verstrekkers van durfkapitaal (zogeheten durfkapitalist of durfinvesteerder) kunnen diverse ondernemingsvormen hebben, van vermogende particulieren (idealiter vroegere succesvolle ondernemers in de betreffende branche), diverse vormen van besloten beleggingsmaatschappijen, tot (enkele) beursgenoteerde beleggingsfondsen.
De markt van 'durfkapitaalverstrekkers' is uit te splitsen in enerzijds 'formele' en anderzijds de 'informele' durfkapitaalverschaffers.
- Formele durfkapitaalverschaffers zijn ondernemingen die gespecialiseerd zijn in het verstrekken van risicodragend kapitaal. Deze categorie behelst zowel de formele, landelijke opererende investeringsmaatschappijen als de regionale participatiemaatschappijen en enkele beursgenoteerde beleggingsinstellingen.
- Informele durfkapitaalverschaffers, ook wel 'business angels' genoemd, zijn - meestal vermogende - particulieren die op individuele basis investeren in het kapitaal van ondernemingen. In diverse regio's bestaan er netwerken en soms 'verenigingen' van business angels.

Een verstrekker van durfkapitaal verdiept zich in de regel grondig in de hem aangeboden investeringsmogelijkheden, omdat het risico dat zijn investering geheel of gedeeltelijk verloren gaat bij een verkeerde keuze erg groot is. Voordat hij besluit tot investering, is een diepgaand onderzoek van de onderneming en de markt waarop deze opereert en van alle aannamen die door het management team worden gedaan, noodzakelijk. Het overgrote deel van de aan verstrekkers van durfkapitaal aangeboden voorstellen - bij de meeste durfkapitalisten meer dan 95 procent - leidt niet tot een investering.
Een succesvolle durfkapitalist zal een rendement op zijn investeringen willen dat duidelijk hoger is dan het rendement op beleggingscategorieën als obligaties en (beursgenoteerde) aandelen. Maar het aan dit soort investeringen verbonden risico maakt durfkapitaal minder geschikt voor institutionele beleggers, tenzij het zeer grote beleggers zijn en dit type beleggingen slechts een vrij klein deel van de portefeuille vormt.